# ميناء تشانجيانغ
ميناء تشانجيانغ (بالصينية: 湛江港) هو ميناء طبيعي في قلب المياه العميقة في جنوب شرق جمهورية الصين الشعبية، تم تصميمه وإعادة بنائه كأول ميناء حديث في الصين، بدأ المشروع في عام 1956م، بعد ما يقرب من 50 عامًا من البناء، أصبحت الأرصفة الـ 39 الحالية قادرة على التعامل مع الحاويات والبضائع العامة والمواد التموينية التي تصل إلى الميناء، كما أنه يحتوي على مرافق للبضائع الخطرة والبترول والكيماويات السائلة ومساحة تخزين وتعبئة وتغليف ومرافئ للركاب التجاريين والعبارات ومواقع لوكلاء شركات الشحن والنقل البحري ومستودعات جمركية للواردات والصادرات، وأصبح الميناء مركزًا للنقل البري والبحري والجوي منذ عام 2004 ويعتبر ميناء تشانجيانغ أيضًا المقر الرئيسي لأسطول بحر الجنوب التابع لبحرية جيش التحرير الصيني الشعبي.

## الموقع
يقع ميناء تشانجيانغ في أقصى الطرف الجنوبي من مقاطعة قوانغدونغ في البر الرئيسي للصين، وهو موجود في مدينة على مستوى محافظة تسمى تشانجيانغ، ويقع تحديدا شمال شرق شبه جزيرة ليتشو ويقع في ضواحي خليج قوانغتشو وهي مياه عميقة طبيعية.

## التاريخ
كان ميناء تشانجيانغ ميناء صيدًا ثانويًا حتى احتل الفرنسيون المنطقة في عام 1898. أطلق عليه الفرنسيون اسم Fort Bayard ، وكانوا يأملون في تطويره إلى ميناء حر، ولكن كانت المنطقة فقيرة جدًا مما خفف من حدة ذلك، ظل حكم الفرنسيين في المنطقة حتى احتلها اليابانيون عام 1943 أثناء الحرب العالمية الثانية، وبعد الحرب أعيدت إلى الفرنسيين لكن الجنرال شارل ديغول وقعها للصين عام 1946م.  وفي عام 1984 تم اعلانها مدينة مفتوحة على العالم الخارجي، واصدرت تسهيلات لتشجيع الاستثمار الأجنبي وتحفيز التنمية الصناعية الدولية.

## التجهيزات والمرافق
منذ عام 1999م، كانت مشاريع البناء الرئيسية الثلاثة تتمحور حول تنفيذ محطة النفط الخام بقدرة استيعاب 300000 طن، وفي عام 2002م ومشاريع لانشاء لمحطة خام الحديد بقدرة 250.000 طن، ومشروع قناة المياه العميقة في عام 2005م، يمكن للميناء الآن استيعاب سفن تصل إلى 280 ألف طن من الحمولة الساكنة في الميناء، كما استطاع الميناء التعامل مع أكثر من 35.5 مليون طن من البضائع العامة، و 182 ألف حاوية مكافئة في الحاويات وأكثر من 50 مليون طن من البضائع المحلية عام 2006م

### ويحتوي الميناء على ثلاث محطات ومرافئ رئيسية
- محطة صوامع الحبوب.
- محطة نفط بسعة 300 ألف طن.
- محطة خام الحديد 250 ألف طن.

## وصلات خارجية
الموقع الرسمي للميناء